# Бачелет, Альберто
Альберто Артуро Мигель Бачелет Мартинес (исп. Alberto Arturo Miguel Bachelet Martínez; 27 апреля 1923 года — 12 марта 1974 года) — чилийский военный и политический деятель, бригадный генерал, соратник Карлоса Пратса и Сальвадора Альенде. Отец Мишель Бачелет.

## Биография
Родился в Сантьяго в семье Альберто Бачелета Брандта и Мерседес Мартинес Банимелис.
В 1940 году, поступив на военную службу, получил стипендию для обучения в Школе авиационного капитана Мануэля Авалоса Прадо (которую завершил с отличием), где познакомился со своим будущим командиром Густаво Ли.
В 1962 году был назначен президентом Хорхе Алессандри на пост военного атташе посольства Чили в США. В 1972 году Сальвадор Альенде предложил Бачелету пост секретаря Национальной службы снабжения и маркетинга (DINAC), который он занимал до следующего года, после чего вернулся на действительную военную службу в ВВС.
11 сентября 1973 года, в первый же день военного переворота, Альберто Бачелет был арестован в здании Министерства национальной обороны по обвинению в госизмене. Был сразу же освобождён, но 14 сентября в его доме был произведён обыск и Бачелета задержали вновь. Его допрашивали и подвергали пыткам в здании Академии ВВС, которой руководил его друг Фернандо Маттеи. Вместе с ним были арестованы жена, археолог Анхела Хериа Гомес, и дочь Мишель.
В письме сыну, жившему в Австралии, он писал:
Я внутренне сломлен. Я морально раздавлен. В какой-то момент жизни я решил для себя, что никогда не буду никого ненавидеть. Я всегда думал, что человек является самым чудесным из всех творений, и его следует уважать как такового. Но я увидел своих товарищей, которых знаю 20 лет, и учеников, которые относятся ко мне как к преступнику или собаке.
Был помещён под домашний арест в октябре 1973 года, но 18 декабря его арестовали в третий раз с несколькими офицерами и сержантами ВВС.
Альберто Бачелет умер во время очередного допроса в тюрьме Сантьяго 12 марта 1974 года, после перенесённого сердечного приступа.